# Without a Sound
Without a Sound (traducido como Sin sonido) es el sexto álbum de estudio de la banda de rock alternativo Dinosaur Jr., lanzado el 23 de agosto de 1994. 
Es el primer álbum de Dinosaur Jr. que no tiene a Murph como baterista, quien es reemplazado por el vocalista y guitarrista J Mascis. También es su álbum más exitoso comercialmente, llegando al puesto 44 en el Billboard Top 200. "Feel the Pain" y "I Don't Think So" fueron lanzados como singles, con "Feel the Pain" alcanzando el #4 en la lista de Billboard Modern Rock Tracks. Mascis más tarde admitió que la muerte de su padre afectó su escritura y promoción en este álbum, tardando tres años en su próximo álbum.
La portada es una pintura del ex skater profesional Neil Blender, uno de los primeros fanáticos y amigo de la banda. El título del álbum proviene de la letra de "Even You".

## Recepción
"Feel the Pain" es una canción jugable en los videojuegos Guitar Hero World Tour y Rock Band 2.
En julio de 2014, Guitar World incluyó al álbum en su lista Superunknown: 50 álbumes icónicos que definieron 1994.
La canción de cierre "Over Your Shoulder" se utilizó con frecuencia en el reality show de boxeo japonés "Gachinko Fight Club". En febrero de 2019, veinticinco años después del lanzamiento del álbum, "Over Your Shoulder" apareció inesperadamente en el puesto #18 en el Billboard Japan Hot 100 de transmisión digital. El fenómeno se atribuyó a las publicaciones en YouTube de clips del programa registrados que contenían la canción. Durante un período, los clips de la serie habían sido favorecidos con frecuencia por las sugerencias algorítmicas de YouTube en Japón.

## Listado de canciones
Todas las canciones escritas por J Mascis.

| N.º | Título                        | Duración |  |
| 1.  | «Feel the Pain»               | 4:18     |  |
| 2.  | «I Don't Think So»            | 3:35     |  |
| 3.  | «Yeah Right»                  | 2:45     |  |
| 4.  | «Outta Hand»                  | 4:59     |  |
| 5.  | «Grab It»                     | 3:31     |  |
| 6.  | «Even You»                    | 3:23     |  |
| 7.  | «Mind Glow»                   | 4:02     |  |
| 8.  | «Get Out of This»             | 5:21     |  |
| 9.  | «On the Brink»                | 3:11     |  |
| 10. | «Seemed Like the Thing to Do» | 5:45     |  |
| 11. | «Over Your Shoulder»          | 4:52     |  |

En 2019, el álbum fue reeditado como una edición de lujo de 2 CDS que contenía pistas adicionales, incluida una grabación en vivo en la Academia Brixton el 8 de octubre de 1994. También se lanzó una versión doble de vinilo, aunque con una selección más pequeña de bonus tracks.

## Créditos
| Dinosaur Jr. - J Mascis – voces, guitarras, batería, percusión, teclados, producción - Mike Johnson – bajo, coros Músicos adicionales - Thalia Zedek – coros | Producción - John Agnello – mezcla, ingeniero de sonido - Danny Kadar – asistente de ingeniero de sonido - Mark Miller – asistente de ingeniero de sonido - Brian Sperber – asistente de ingeniero de sonido - John McLaughlin – asistente de ingeniero de sonido - Bryce Goggin – asistente de ingeniero de sonido - Bill Emmons – asistente de ingeniero de sonido - Joe Pirrera – asistente de ingeniero de sonido - Bob Ludwig – masterización - Roger Mayer – efectos de sonido - Woody Jackson – pinturas |

## Posicionamiento en listas
| Lista (1994)                 | Mejor posición |
| ---------------------------- | -------------- |
| Estados Unidos Billboard 200 | 44             |
| Reino Unido UK Albums Chart  | 24             |
| Australia ARIA Charts        | 13             |

### Singles
| Año  | Título             | US Modern Rock | UK |
| ---- | ------------------ | -------------- | -- |
| 1994 | "Feel the Pain"    | 4              | 25 |
| 1995 | "I Don't Think So" | —              | 67 |

## Ediciones
| Fecha | Sello                                              | Formato        | País                 | Catálogo    |
| ----- | -------------------------------------------------- | -------------- | -------------------- | ----------- |
| 1994  | Blanco y Negro, Sire, Warner Bros, Reprise Records | LP, CD, casete |                      |             |
| 1995  | Blanco y Negro, Warner Bros                        | CD             | Australasia          | 0630101782  |
| 2012  | Reprise Records                                    | CD             | Japón                | WPCR-14775  |
| 2014  | Vinyl 180                                          | LP             | UK                   | Vin180LP072 |
| 2019  | Cherry Red                                         | LP, CD         | USA, Canadá y Europa | PBREDD758   |